# Jungermanniopsida
Jungermanniopsida là tên khoa học của một lớp rêu tản. Lớp này là lớn nhất trong ngành Marchantiophyta.
Trong quá khứ được coi là chứa 2 bộ Jungermanniales và Metzgeriales, với khoảng 5.000 đến 7.000 loài. Tên của nó được đặt theo tên của Jungerman Ludwig (1572-1653).

## Phân loại
- Pelliidae He-Nygrén et al., 2006
  - Pelliales He-Nygrén et al., 2006
    - Noterocladaceae Frey & Stech, 2005
    - Pelliaceae von Klinggräff, 1858

  - Pallaviciniales Frey & Stech, 2005
    - Phyllothalliineae Schuster, 1967
      - Phyllothalliaceae Hodgson, 1964

    - Pallaviciniineae Schuster, 1984
      - Sandeothallaceae Schuster, 1984
      - Moerckiaceae Stotler & Crandall-Stotler, 2007
      - Hymenophytaceae Schuster, 1963
      - Pallaviciniaceae Migula, 1904 [Dilaenaceae Müller, 1940; Symphyogynaceae Reimers, 1952]

  - Fossombroniales Schljakov, 1972
    - Calyculariineae He-Nygrén et al., 2006
      - Calyculariaceae He-Nygrén et al., 2006

    - Makinoiineae He-Nygrén et al., 2006
      - Makinoaceae Nakai, 1943

    - Fossombroniineae Schuster ex Stotler & Crandall-Stotler, 2000 [Codoniineae]
      - Fossombroniaceae Hazsl., 1885 [Codoniaceae]
      - Allisoniaceae Schljakov, 1975
      - Petalophyllaceae Stotler & Crandall-Stotler, 2002
- Metzgeriidae Bartholomew-Began, 1990
  - Pleuroziales Schljakov, 1972
    - Pleuroziaceae Müller, 1909

  - Metzgeriales Chalaud, 1930
    - Metzgeriaceae von Klinggräff, 1858 [Vandiemeniaceae Hewson]
    - Aneuraceae von Klinggräff, 1858 [Riccardiaceae; Verdoorniaceae Inoue, 1976]
- Jungermanniidae Engler, 1893
  - Porellales Schljakov, 1972
    - Porellineae Schuster, 1963
      - Porellaceae Cavers, 1910 [Macvicariaceae]
      - Goebeliellaceae Verdoorn, 1932
      - Lepidolaenaceae Nakai, 1943 [Jubulopsaceae]

    - Radulineae Schuster, 1963
      - Radulaceae Müller, 1909

    - Jubulineae Müller, 1909
      - Frullaniaceae Lorch, 1914
      - Jubulaceae von Klinggräff, 1858
      - Lejeuneaceae Cavers, 1910 [Metzgeriopsaceae]

  - Ptilidiales Schljakov, 1972
    - Herzogianthaceae Stotler & Crandall-Stotler, 2009
    - Ptilidiaceae von Klinggräff, 1858
    - Neotrichocoleaceae Inoue, 1974

  - Jungermanniales von Klinggräff, 1858
    - Perssoniellineae Schuster, 1963
      - Schistochilaceae Buch, 1928 [Perssoniellaceae Schuster ex Grolle, 1972]

    - Lophocoleineae Schljakov, 1972
      - Lophocoleaceae Vanden Berghen, 1956
      - Plagiochilaceae Müller & Herzog, 1956
      - Lepicoleaceae Schuster, 1963 [Vetaformataceae Fulford & Taylor, 1963]
      - Lepidoziaceae Limpricht, 1877 [Neogrollaceae]
      - Pseudolepicoleaceae Fulford & Taylor, 1960 [Herzogiariaceae; Chaetocoleaceae]
      - Blepharostomataceae Frey & Stech, 2008
      - Trichocoleaceae Nakai, 1943
      - Grolleaceae Solari ex Schuster, 1984
      - Mastigophoraceae Schuster, 1972
      - Herbertaceae Müller ex Fulford & Hatcher, 1958

    - Cephaloziineae Schljakov
      - Adelanthaceae Grolle, 1972 [Jamesoniellaceae He-Nygrén et al., 2006]
      - Anastrophyllaceae Söderström et al., 2010
      - Cephaloziaceae Migula, 1904
      - Cephaloziellaceae Douin, 1920 [Phycolepidoziaceae Schuster, 1967]
      - Scapaniaceae Migula, 1904 [Diplophyllaceae Potemk., 1999; Chaetophyllopsaceae Schuster, 1960]
      - Lophoziaceae Cavers, 1910

    - Myliineae Engel & Braggins ex Crandall-Stotler et al.
      - Myliaceae Schljakov, 1975

    - Jungermanniinae Schuster ex Stotler & Crandall-Stotler, 2000
      - Arnelliaceae Nakai, 1943
      - Blepharidophyllaceae Schuster, 2002
      - Endogemmataceae Konstantinova, Vilnet & Troitsky, 2011
      - Harpanthaceae Arnell, 1928
      - Hygrobiellaceae Konstantinova & Vilnet, 2014
      - Jackiellaceae Schuster, 1972
      - Notoscyphaceae Crandall-Stotler, Vana & Stotler
      - Saccogynaceae Heeg
      - Southbyaceae Váňa et al., 2012
      - Trichotemnomataceae Schuster, 1972
      - Balantiopsidaceae Buch, 1955 [Isotachidaceae]
      - Chonecoleaceae Schuster ex Grolle, 1972
      - Brevianthaceae Engel & Schuster, 1981
      - Geocalycaceae von Klinggräff, 1858
      - Gyrothyraceae Schuster, 1970
      - Solenostomataceae Stotler & Crandall-Stotler, 2009
      - Stephaniellaceae Schuster, 2002
      - Acrobolbaceae Hodgson, 1962
      - Calypogeiaceae Arnell, 1928 [Mizutaniaceae Furuki & Iwatsuki, 1989]
      - Jungermanniaceae Reichenbach, 1828 [Mesoptychiaceae Inoue & Steere, 1975; Delavayellaceae Schuster, 1961]
      - Antheliaceae Schuster, 1963
      - Gymnomitriaceae von Klinggräff, 1858

## Phát sinh chủng loài
Dựa theo Novíkov & Barabaš-Krasni (2015).

|  | Pelliales                                                           |
|  |                                                                     |
|  | \| \| Pallaviciniales \| \| \| \| \| \| Fossombroniales \| \| \| \| |
|  |                                                                     |
|  | Pallaviciniales                                                     |
|  |                                                                     |
|  | Fossombroniales                                                     |
|  |                                                                     |

|  | Pallaviciniales |
|  |                 |
|  | Fossombroniales |
|  |                 |

|  | Pleuroziales |
|  |              |
|  | Metzgeriales |
|  |              |

|  | Porellales                                                      |
|  |                                                                 |
|  | \| \| Ptilidiales \| \| \| \| \| \| Jungermanniales \| \| \| \| |
|  |                                                                 |
|  | Ptilidiales                                                     |
|  |                                                                 |
|  | Jungermanniales                                                 |
|  |                                                                 |

|  | Ptilidiales     |
|  |                 |
|  | Jungermanniales |
|  |                 |

|  | Pleuroziales |
|  |              |
|  | Metzgeriales |
|  |              |

|  | Porellales                                                      |
|  |                                                                 |
|  | \| \| Ptilidiales \| \| \| \| \| \| Jungermanniales \| \| \| \| |
|  |                                                                 |
|  | Ptilidiales                                                     |
|  |                                                                 |
|  | Jungermanniales                                                 |
|  |                                                                 |

|  | Ptilidiales     |
|  |                 |
|  | Jungermanniales |
|  |                 |

|  | Pelliales                                                           |
|  |                                                                     |
|  | \| \| Pallaviciniales \| \| \| \| \| \| Fossombroniales \| \| \| \| |
|  |                                                                     |
|  | Pallaviciniales                                                     |
|  |                                                                     |
|  | Fossombroniales                                                     |
|  |                                                                     |

|  | Pallaviciniales |
|  |                 |
|  | Fossombroniales |
|  |                 |

|  | Pleuroziales |
|  |              |
|  | Metzgeriales |
|  |              |

|  | Porellales                                                      |
|  |                                                                 |
|  | \| \| Ptilidiales \| \| \| \| \| \| Jungermanniales \| \| \| \| |
|  |                                                                 |
|  | Ptilidiales                                                     |
|  |                                                                 |
|  | Jungermanniales                                                 |
|  |                                                                 |

|  | Ptilidiales     |
|  |                 |
|  | Jungermanniales |
|  |                 |

|  | Pleuroziales |
|  |              |
|  | Metzgeriales |
|  |              |

|  | Porellales                                                      |
|  |                                                                 |
|  | \| \| Ptilidiales \| \| \| \| \| \| Jungermanniales \| \| \| \| |
|  |                                                                 |
|  | Ptilidiales                                                     |
|  |                                                                 |
|  | Jungermanniales                                                 |
|  |                                                                 |

|  | Ptilidiales     |
|  |                 |
|  | Jungermanniales |
|  |                 |